# Matrimonio igualitario en Aruba
Legislación en los diversos países del Reino de los Países Bajos:
- Países Bajos (matrimonio desde 2001)
- Aruba (matrimonio desde 2024)
- Curazao (matrimonio desde 2024)
- San Martín (reconoce los matrimonios producidos en el resto de los Países Bajos)
- Caribe Neerlandés (matrimonio desde 2012)
  -  Bonaire (2012)
  -  San Eustaquio (2012)
  -  Saba (2012)

En diciembre de 2004, un tribunal inferior de Aruba determinó que el matrimonio entre Charlene y Esther Oduber-Lamer celebrado en los Países Bajos debía ser reconocido en Aruba. La pareja había iniciado el pleito el año anterior, en el que acusaba al gobierno de Aruba de discriminación, dado que Esther no podía recibir los beneficios en materia de salud derivados del empleo de Charlene, a los que habría tenido derecho como cónyuge en un matrimonio heterosexual.
La posición del gobierno fue y continúa siendo que el código civil no permite los matrimonios entre personas del mismo sexo y que estos matrimonios son contrarios al estilo de vida de Aruba.
El gobierno apeló ante el Tribunal Común de las Antillas Neerlandesas y Aruba, con la esperanza de que se revocara la sentencia del tribunal inferior. Sin embargo, el Tribunal Común aceptó la decisión del tribunal inferior y determinó que el matrimonio celebrado en los Países Bajos puede ser inscrito en el registro y que, dado que Aruba es parte del Reino de los Países Bajos, debe cumplir con lo establecido por el Reino.
El primer ministro de Aruba Nelson O. Oduber reaccionó diciendo que su gobierno no reconocería moral ni legalmente los matrimonios entre personas del mismo sexo. Dado que casi el 80% de los ciudadanos que residen en Aruba son católicos, la cuestión de los matrimonios entre personas del mismo sexo cuenta con gran oposición y la mayoría de las parejas regresan a los Países Bajos, donde el matrimonio fue legalizado en 2001.
La pareja ha informado de que se les lanzaban piedras con frecuencia, que estaban padeciendo depresión y que actualmente viven en los Países Bajos, tras abandonar Aruba en noviembre de 2003 debido al acoso que sufrieron al intentar inscribir su matrimonio en Aruba.
Las leyes neerlandesas exigen que todos los territorios del Reino de los Países Bajos —es decir, las Antillas Neerlandesas, Aruba y los Países Bajos— reconozcan los documentos jurídicos procedentes de otro territorio, incluyendo los certificados de matrimonio.
El gobierno de Aruba anunció que recurriría en casación ante el Tribunal Supremo de los Países Bajos, con sede en La Haya.
El 13 de abril de 2007, el Tribunal Supremo declaró que, de acuerdo con la Carta del Reino de los Países Bajos (a la que están sujetos todos los territorios del Reino), los matrimonios celebrados en cualquier territorio del Reino de los Países Bajos deben ser aceptados en los restantes territorios del Reino también. Determinó que resulta irrelevante para esta cuestión que Aruba no tenga una ley sobre matrimonios entre personas del mismo sexo o que esos matrimonios puedan ir contra el "estilo de vida" de Aruba.
De acuerdo con esta sentencia, Aruba debía reconocer los matrimonios entre personas del mismo sexo, aunque no era posible contraerlos en la propia Aruba.
En 2016, Aruba se convirtió en el primer territorio del Caribe en poseer la unión civil para personas del mismo sexo en su legislación.
En 2024, se produjo la legalización del matrimonio entre personas del mismo sexo en Aruba.